# Club Deportivo Jorge Wilstermann
O Club Jorge Wilstermann é um clube de futebol boliviano.
O clube tem sede na cidade de Cochabamba. Atualmente disputa a Liga de Fútbol Profesional Boliviano, sendo o terceiro maior campeão da competição. Suas cores são vermelho, azul e branco.

## História
Foi fundado no dia 24 de Novembro de  1949 por um grupo de trabalhadores da Lloyd Aéreo Boliviano, que queriam um time que representasse a empresa. Seu primeiro nome foi San José de la Banda e suas primeiras cores o azul celeste e o branco. Seu nome foi mudado posteriormente em homenagem ao primeiro piloto comercial boliviano.

## Títulos
| NACIONAIS | NACIONAIS            | NACIONAIS | NACIONAIS                                                                                            |
|           | Competição           | Títulos   | Temporadas                                                                                           |
| --------- | -------------------- | --------- | --- |
|           | Campeonato Boliviano | 15        | 1957, 1958, 1959, 1960, 1967, 1972, 1973, 1980, 1981, 2000, 2006-ST, 2010-A, 2016-C, 2018-A e 2019-C |
|           | Torneio Integrado    | 2         | 1958 e 1959                                                                                          |
|           | Copa Simón Bolívar   | 4         | 1960, 1967, 1972 e 1973                                                                              |
|           | Copa Aerosul         | 2         | 2004 e 2011                                                                                          |
|           | Copa Cine Center     | 2         | 2012 e 2016                                                                                          |

Torneios
- Torneio de Cochabamba de Futebol (AFC): 2011.